# Bahla
Bahla (àrab: بهلا, Bahlā) és una ciutat, situada a 40 km de Nizwa, i al voltant de 200 km de Masqat, capital d'Oman, que es troba a la regió de Dakhiliyah. És notable com la llar d'una de les fortaleses més antigues del país, del segle xiii: Fort Bahla i per la ceràmica de la ciutat. Fort Bahla fou declarat Patrimoni de la Humanitat de la UNESCO
La fortalesa i la ciutat estan envoltats per extensos restes d'un mur de 12 km de llarg de paret fortificada. La majoria dels edificis estan construïts amb tova, molts d'ells amb centenars d'anys d'antiguitat. El lloc està en procés de reconstrucció patrocinada per la UNESCO.
Una mica més enllà de Bahla es troba el Castell de Jabreen, una enorme estructura de tres pisos construït durant la dinastia Al Ya'ruba a mitjan segle xvii. El castell és un bon exemple de l'arquitectura islàmica amb belles inscripcions de fusta i pintures en els seus sostres.
Bahla és també famosa per la seva màgia negra.

## Fort Bahla
El Fort de Bahla (en  àrab قلعة بهلاء. Qaʿlat Bahlā) és una de quatre fortaleses als peus de Djebel Akhdar. Va ser inscrita com a el Patrimoni de la Humanitat per la UNESCO a l'any 1987.
L'oasi de Bahla va deure la seva prosperitat a la tribu dels Banu Nebhan, que va imposar la seva dominació sobre el conjunt dels clans de la regió des del segle xii fins a finals del segle xv. Són testimonis del seu poder els vestigis de l'immens fort de muralles i torres de maó cru amb fonaments de pedra que van erigir. Aquesta fortificació constitueix un exemple notable de les edificacions d'aquest tipus.
De l'any 1988 a l'any 2004, va estar inscrita a la Llista del Patrimoni de la Humanitat en perill.

## Galeria d'imatges

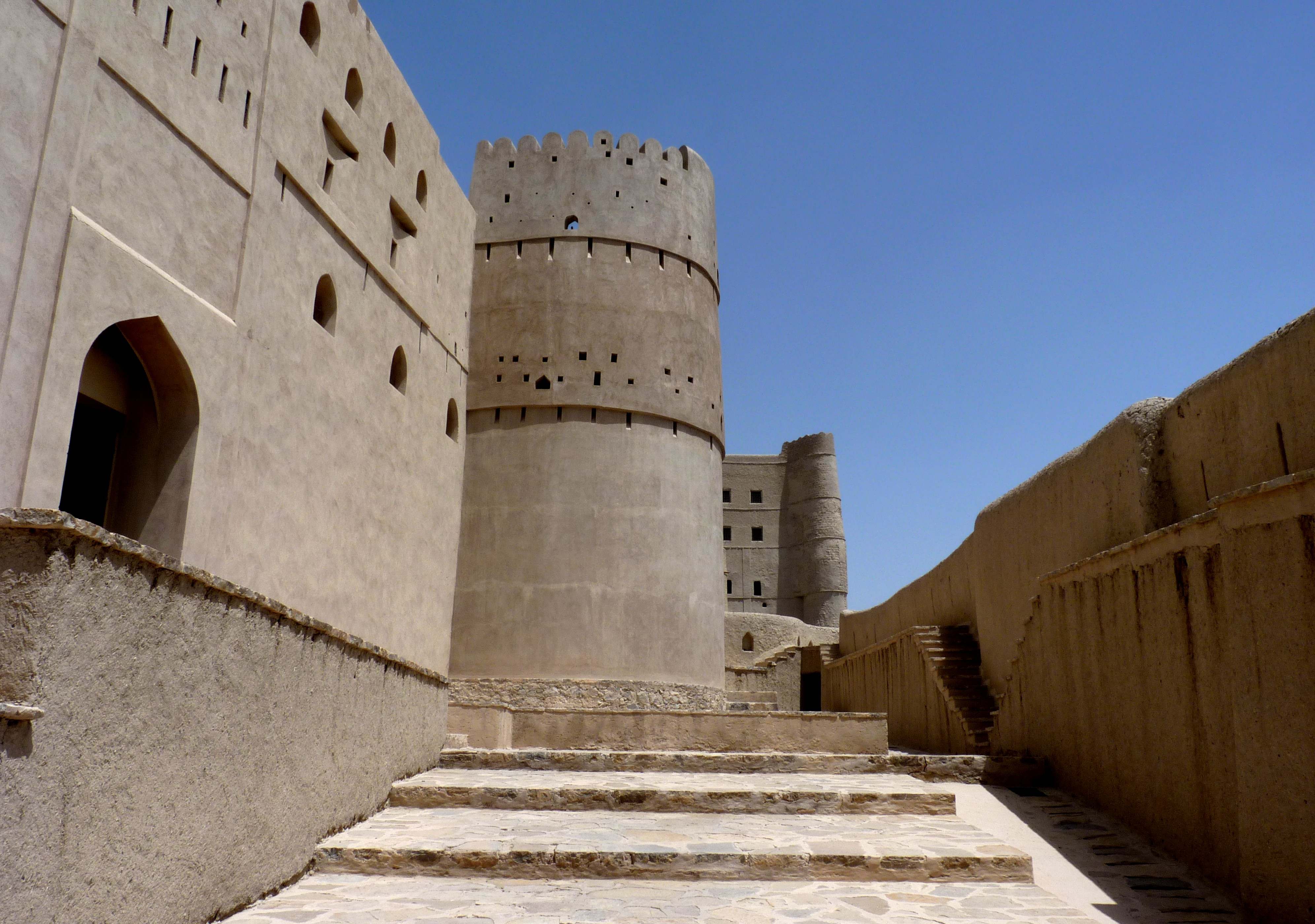
Vista de Fort Bahla
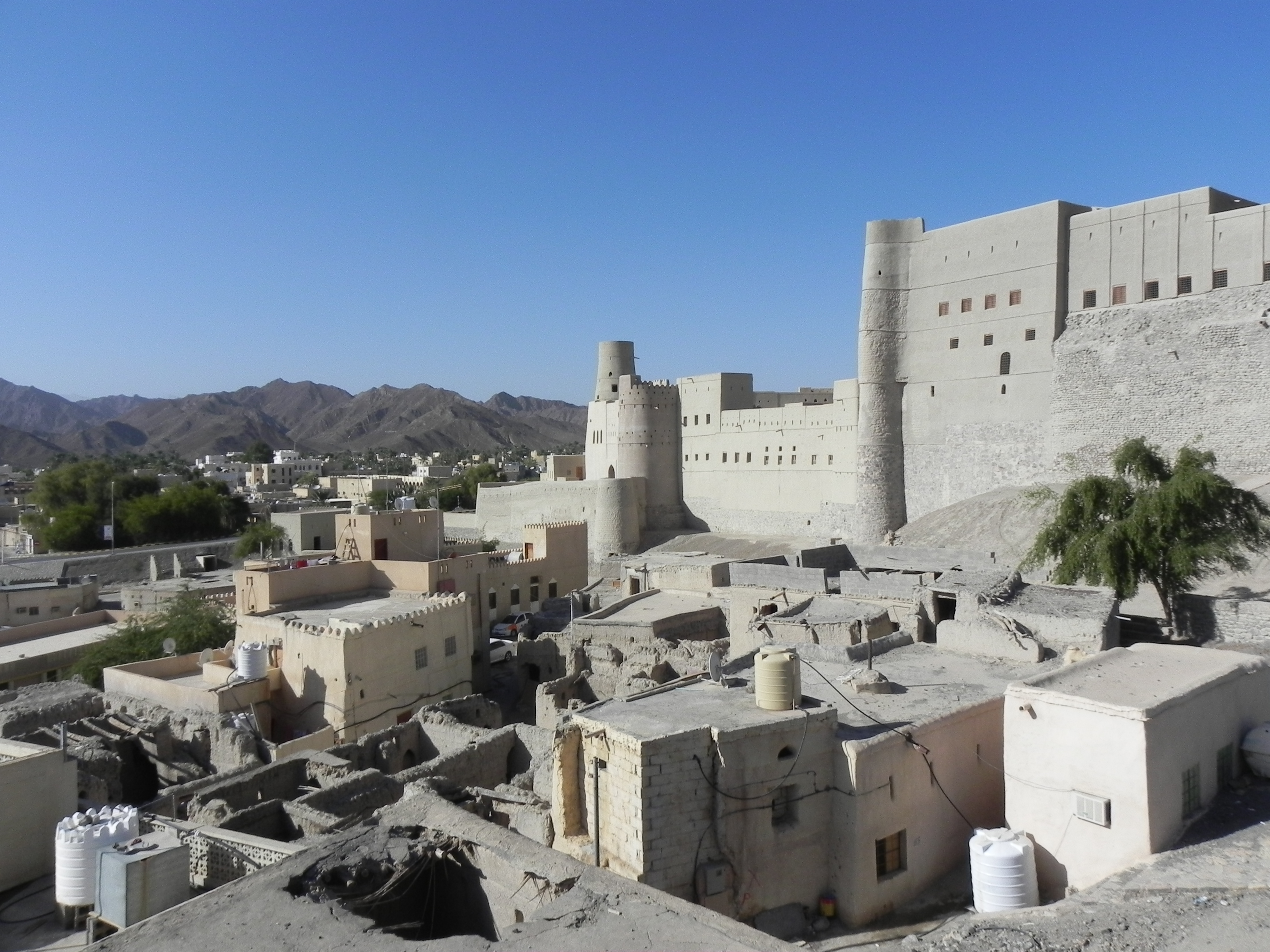
Vista sobre Bahla
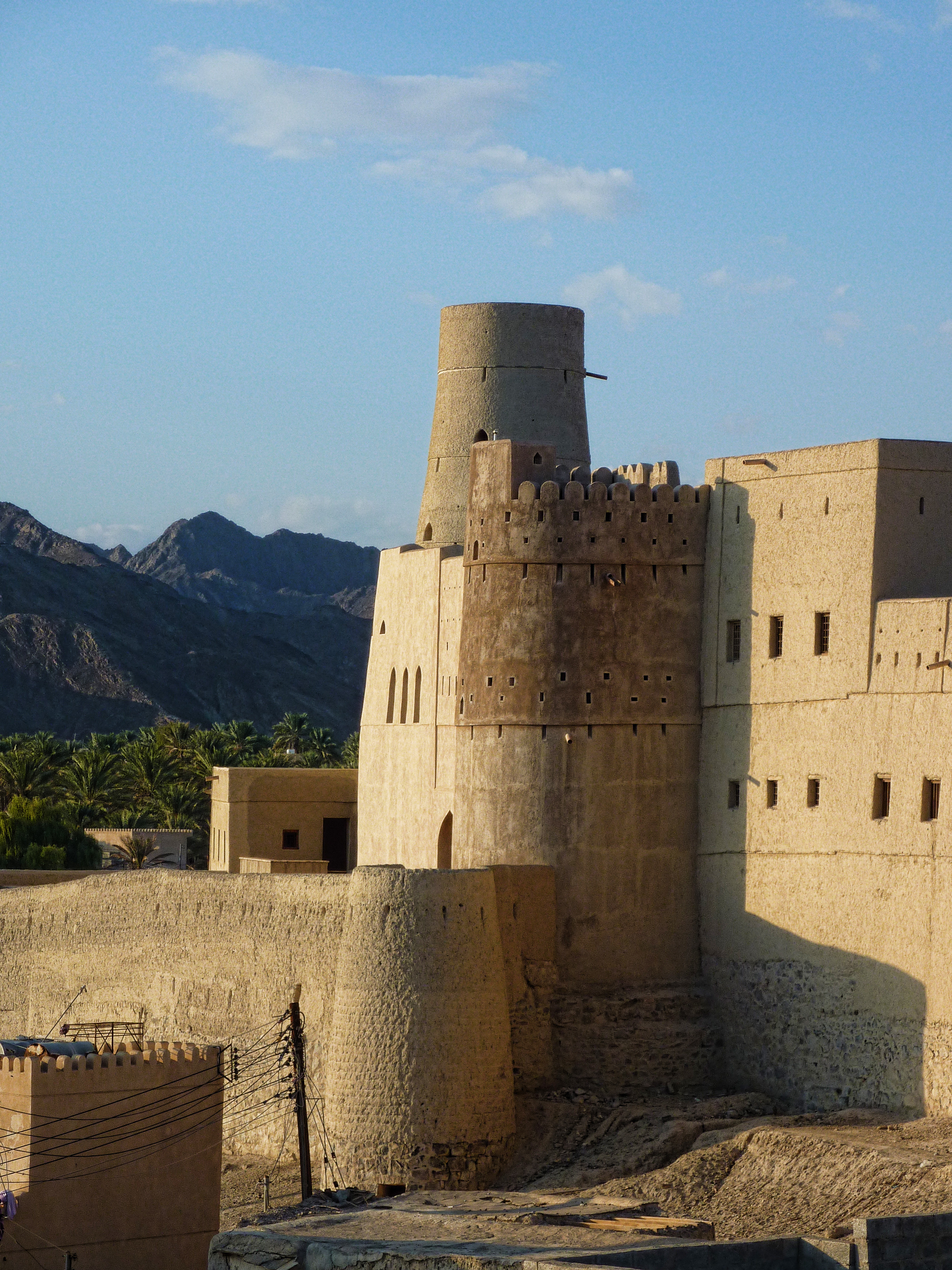
Fort Bahla